# شهرستان ادیر (آیووا)
شهرستان ادیر، آیووا (به انگلیسی: Adair County, Iowa) شهرستانی در ایالات متحده آمریکا است که در آیووا واقع شده‌است.

## خصوصیات
شهرستان ادیر ۱٬۴۷۶٫۳ کیلومترمربع مساحت دارد.